# SGヴァッテンシャイト
SGヴァッテンシャイト（SG Wattenscheid 09）は、ドイツ・ノルトライン＝ヴェストファーレン州のボーフムを本拠地とするサッカークラブ。ヴァッテンシャイトはボーフム内の地域名。最高順位はブンデスリーガ1部11位。

## 歴史
1909年に創設された。いくつかの周辺のクラブと合併して現在のクラブが成立した。1970年代より、長らくブンデスリーガ2部に在籍していたが、1989年から1990年のシーズンにかけて2部準優勝（優勝はヘルタ・ベルリン）を果たしてブンデスリーガ1部へと昇格した。最高で11位までつけたものの、1994年に2部へと降格した。クラブの低調に歯止めがかからず、さらに1996年にはレギオナルリーガ（3部）へと降格、一時は2部復帰を果たしたものの、再びレギオナルリーガへと降格した。2006年、さらにオーバーリーガ（4部）に降格した。
記憶に残る試合として、ブンデスリーガ1部在籍時代のボーフム・ダービーでVfLボーフムに2対0で勝利したことや、1993年にバイエルン・ミュンヘンに2対0で勝利したことなどが挙げられる。

## タイトル

### 国内タイトル
なし

### 国際タイトル
なし